# Vipera latastei
Vipère de Lataste
Espèce
Synonymes
- Vipera latasti Bosca, 1878

Statut de conservation UICN

 VU A2c : Vulnérable
Vipera latastei, la Vipère de Lataste, est une espèce de serpents de la famille des Viperidae.

## Répartition

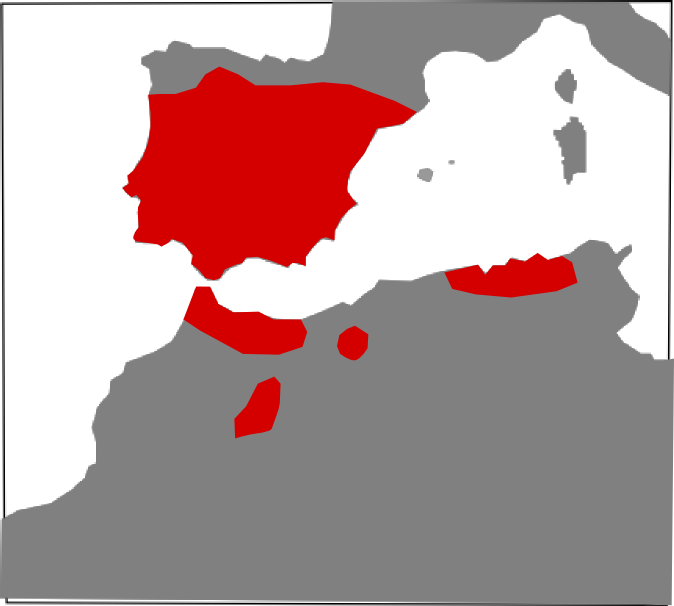

Cette espèce se rencontre dans le nord du Maroc, dans le nord de l'Algérie, dans le nord de la Tunisie, au Portugal et en Espagne.
Les populations d'Afrique du Nord sont maintenant identifiées comme une espèce à part entière, Vipera monticola

## Description
C'est un serpent venimeux qui atteint au maximum 72 cm.

## Liste des sous-espèces
Selon The Reptile Database (27 février 2014) :
- Vipera latastei latastei Boscá, 1878
- Vipera latastei gaditana Saint Girons, 1977

## Étymologie
Cette espèce est nommée en l'honneur du zoologiste français Fernand Lataste. La sous-espèce Vipera latastei gaditana est nommée en référence à Gadès, le nom antique de la ville de Cadix, ville qui avait donné son nom à l'actuel détroit de Gibraltar (fretum gaditanum) pour souligner le fait que cette sous-espèce est présente des deux côtés du détroit. Ce nommage ne présume pas d'ultérieures révisions taxonomiques puisque Cadix est aussi l'endroit d'où provient l'holotype.

## Publications originales
- Bosca, 1878 : Note sur une forme nouvelle ou peu connue de vipère. Bulletin de la Société Zoologique de France, vol. 3, p. 116-121 (texte intégral).
- Saint Girons, 1977 : Systématique de Vipera latastei latastei Boscà, 1878 et description de Vipera Iatastei gaditana, subsp. n. (Reptilia, Viperidae). Revue suisse de zoologie, vol. 84, p. 599-607 (texte intégral).